# Zeger van Espen
Zeger Bernhard van Espen, zwany Espeniusem (ur. 9 lipca 1646 w Leuven, zm. 2 października 1728 w Amersfoort) – niderlandzki duchowny katolicki, kanonista,
twórca jansenizmu jurydycznego i ideowy inicjator schizmy utrechckiej, która doprowadziła do utworzenia Kościoła Utrechtu na terenie Republiki Zjednoczonych Prowincji.
Był doktorem obojga praw, wykładowcą prawa kanonicznego na Uniwersytecie Lowańskim. Autorem licznych prac naukowych, z których najważniejszą rolę odegrała książka Ius ecclesiasticum universum.
Espenius sympatyzował z naukami gallikanizmu, jansenizmu i koncyliaryzmu. Na początku XVIII wieku opowiedział się po stronie arcybiskupa Sebasty, Petrusa Codde i duchowieństwa utrechckiego w sporze ze Stolicą Apostolską. Był głównym doradcą prawnym kapituły, która w 1723 roku wybrała arcybiskupa Utrechtu. Za jego radą w 1724 roku biskup Babilonu, Dominique Marie Varlet bez zgody papieża udzielił w Amsterdamie sakry biskupiej Corneliusowi Steenovenowi.
W 1724 roku Espenius został suspendowany w funkcjach kapłańskich i utracił katedrę prawa kanonicznego na Uniwersytecie w Leuven. Ostatnie lata życia spędził na wygnaniu w Niemczech i w Holandii. Tytuły jego prac zostały wpisane do Indeksu Ksiąg Zakazanych.